# Casal Comba
Casal Comba es una freguesia portuguesa del concelho de Mealhada, con 19,20 km² de superficie y 3.298 habitantes (2001). Su densidad de población es de 171,8 hab/km².